# 越谷市立平方中学校
越谷市立平方中学校（こしがやしりつ ひらかたちゅうがっこう）は、埼玉県越谷市平方にある公立中学校。

## 沿革
- 1978年4月1日 - 越谷市立北陽中学校と分離して創設
- 1978年5月15日 - 校章制定
- 1979年5月15日 - 校歌発表[1]

## 教育目標
輝く、平方プライド

## 部活動

### 運動部
- 男子バスケットボール部
- 女子バスケットボール部
- 野球部
- 女子バドミントン部
- サッカー部
- 男子硬式テニス部
- ソフトボール部
- 卓球部
- 女子バレーボール部
- 男子バレーボール部[3]

### 文化部
- 吹奏楽部
- コンピューター部
- 日本伝統文化部
- 美術部[3]

## 通学区域
- 大泊 - 一部
- 上間久里 - 一部
- 千間台東二丁目 - 一部
- 平方 - 全域
- 平方南町 - 全域[4]

## 卒業生
- 能勢一幸 - クイズ王
- 榎元秀明 - 映画プロデューサー